# Jean-Luc Mélenchon
Jean-Luc Mélenchon (Tangeri, 19 agosto 1951) è un politico francese, fondatore nel 2008 del Partito di Sinistra e attuale leader de La France Insoumise ("La Francia Indomita"), uno dei principali gruppi politici della sinistra del paese.
Con tale movimento, fondato nel febbraio 2016 per sostenere la sua candidatura, è stato candidato alle elezioni presidenziali del 2017, ottenendo il 19,58% dei voti comunque non sufficienti per accedere al ballottaggio (fra il candidato di centro Emmanuel Macron e la candidata di estrema destra Marine Le Pen), ma che lo hanno piazzato davanti al candidato del Partito Socialista Benoit Hamon (6,36%). È stata la prima volta nella storia della Quinta Repubblica francese che un candidato di estrema sinistra superasse, alle presidenziali, quello del Partito Socialista (lo storico partito di centro-sinistra di cui Mélenchon un tempo era membro).
Alle elezioni presidenziali del 2022 ha ottenuto il terzo posto con il 21,95% dei voti.

## Biografia
Mélenchon nacque nell'allora zona internazionale di Tangeri il 19 agosto del 1951 in una famiglia di Pieds-noirs. Il padre, Georges Mélenchon, era un dirigente del PTT (l'ente pubblico francese preposto ai servizi di telecomunicazione nazionali), nato ad Orano (nell'allora Algeria francese) da genitori spagnoli originari della Murcia, mentre sua madre, Jeanine Bayona, era un'insegnante di scuola elementare, figlia a sua volta di un immigrato spagnolo originario della Comunità Valenciana e di un'italiana originaria della Sicilia. Cresciuto con un'educazione fondamentalmente cattolica, lascia il Marocco nel 1962, a seguito del divorzio dei genitori, e si stabilisce con la madre in Francia, dapprima presso le cittadine normanne di Elbeuf ed Yvetot ed infine nel Giura (nella Franca Contea).
Si dichiara di cultura cattolica ed è titolare di una laurea breve in filosofia e di una in lettere moderne, conseguite presso l'Università di Besançon.
Dopo aver attivamente militato, da ragazzo, nelle file dell'Organizzazione Comunista Internazionalista, di matrice trotskista, entra a far parte del Partito Socialista, figurando nella corrente di sinistra interna Nuovo Mondo. Nel 1983 entra in massoneria, in una loggia di Palaiseau del Grande Oriente di Francia, diventa poi membro della loggia "Roger Leray", a Parigi, alla quale appartengono molti socialisti. È senatore dal 1986 (per il dipartimento dell'Essonne) al gennaio 2010 (con un'interruzione dal 2000 al 2004).
È delegato del ministro dell'educazione nel governo Jospin dal 2000 al 2002, per occuparsi dell'insegnamento professionale.
Per continue divergenze con Ségolène Royal, nel 2008 fonda il Partito di Sinistra, di orientamento socialista democratico, ecologista ed alter-globalista. Per le europee del 2009 il partito si allea con il Partito Comunista Francese in un Fronte di Sinistra (FDG). 

### Candidato alle presidenziali e le legislative del 2024
Queste stesse forze politiche candidano Mélenchon alle presidenziali del 2012, ottenendo più dell'11,1% (3.984.822 voti) dei voti, al quarto posto tra i candidati all'Eliseo. Al ballottaggio del 6 maggio 2012, appoggia Hollande.
Alla fine di gennaio 2016 Mélenchon propone la sua candidatura alla presidenza della Repubblica del 2017, invitando i francesi ad appoggiarlo attraverso il sito internet jlm2017.fr e raccogliendo in pochi giorni più di 100.000 sostenitori, e quasi mezzo milione un anno dopo. Vari gruppi di sostegno si organizzano nel territorio e il programma viene steso durante il mese di ottobre.
Senza il Fronte di Sinistra ma con il movimento "La France Insoumise" (FI), da lui fondato per sostenere la sua candidatura nel febbraio 2016.
Vengono definiti anche i candidati alle elezioni legislative, e il partito comunista, insieme ad altre forze dell'ex Fronte di Sinistra, rinnova l'appoggio alla candidatura di Mélenchon che parte male con solo il 9-10% nei sondaggi, ma grazie ai suoi metodi di campagna elettorale, alla capacità oratoria e alle proposte antieuropeiste, inizia una rincorsa nei sondaggi. Sorpassa prima Hamon, il candidato PS, e poi giunge a ridosso di Macron, Le Pen e Fillon, con il 18-19%. Malgrado una campagna molto dinamica ed un buon risultato (19,58% dei voti espressi e 7.060.885 voti), Jean-Luc Mélenchon non si qualifica per il ballottaggio, distanziato di poco dal candidato della destra neogollista François Fillon (che, con il 20,01% dei voti, rimane al disotto di Sarkozy e del suo 27,2% del 2012) e dai due finalisti, Marine Le Pen (21,3%) e Emmanuel Macron (24,01%). Passato da circa 4 milioni di elettori nel 2012 a oltre 7 milioni nel 2017, la sua progressione rimane tuttavia impressionante, e stimolante in vista delle elezioni legislative di giugno.
Alle legislative di giugno 2017 il partito ottiene l'11,03% e 2.497.622 voti al primo turno e giunge al ballottaggio in 74 circoscrizioni, vincendone poi 17 al secondo turno. Mélenchon viene eletto deputato col 59,8% nel collegio 4 delle Bocche del Rodano battendo Corinne Versini (REM) ferma al 40,2%.
Alla fine di dicembre 2019 dà le dimissioni dal Grande Oriente di Francia.
Candidatosi alle elezioni presidenziali in Francia del 2022 con la sinistra di La France Insoumise, giunge terzo con il 21,95% dei voti, dopo il liberale Macron e la nazionalista Le Pen, non accedendo di misura al ballottaggio.
Alle elezioni legislative del 2024, convocate da Macron dopo i risultati delle europee, Melenchon è uno dei fautori della nascita del Nouveau Front Populaire che raggruppa principalmente il suo partito, il Partito Socialista, il Partito Comunista Francese, Place publique e gli Ecologisti e che raccoglie il 28,06% dei voti al primo turno (poi ridotti al 25,68% al secondo turno in seguito alle molto numerose "desistenze"). Con 178 deputati eletti il NFP risulta essere la prima coalizione davanti a Ensemble di Macron e al Rassemblement National di Le Pen mentre il partito di Mélenchon con 71 deputati è la prima forza del raggruppamento.

## Posizioni politiche
Mélenchon ammira il socialismo del XXI secolo (Hugo Chávez, Evo Morales, Rafael Correa, José Mujica), Salvador Allende, la tradizione popolare-repubblicana-rivoluzionaria francese (Robespierre e la Comune di Parigi), il marxismo, Fidel Castro, il modello svedese; in generale appoggia il socialismo democratico e la socialdemocrazia, inserita in una democrazia liberale pluralista, che si trasformi in maniera riformista e non violenta in uno Stato socialista multipartitico.
In politica estera si è schierato contro il boicottaggio della Cina ai Giochi olimpici di Pechino 2008 (ma affermando di non essere un sostenitore del regime cinese), alla guerra contro la Siria di Bashar al-Assad e ai bombardamenti della Libia al tempo di Gheddafi, inoltre si è espresso contro il boicottaggio del Venezuela chavista-bolivariano di Nicolás Maduro e alle sanzioni europee contro la Russia di Vladimir Putin. Tuttavia, sostiene le sanzioni contro la Russia dall'inizio della guerra in Ucraina nel febbraio 2022. Mélenchon è anti-atlantista e favorevole all'uscita dalla NATO; si è dichiarato a favore dei palestinesi contro Israele e il sionismo, ricevendo accuse di antisemitismo. Sostiene il dirigismo, forme di economia pianificata e la nazionalizzazione delle industrie minacciate.
Oppone al comunitarismo della destra (definisce Marine Le Pen "fascista") e al globalismo liberista, il concetto di creolizzazione della Francia (ibridazione delle diverse culture), la difesa della laicità dello Stato, abolendo il Concordato dell'Alsazia-Mosella e difendendo la legge di separazione tra Stato e Chiese del 1905, ma non si oppone all'uso di simboli religiosi da parte dei singoli privati in luogo pubblico, come a un uso moderato del velo islamico (hijab) volontariamente indossato. Secondo lui la difesa dal terrorismo e dal fondamentalismo islamico deve fare attenzione a non cadere nell'islamofobia.
È un sostenitore dei diritti degli animali e ambientalista. Appoggia una tassazione progressiva fino al 90 % sui patrimoni e i redditi milionari, da usare per il welfare e le politiche di redistribuzione della ricchezza. È un euroscettico moderato, a causa del carattere per lui neoliberista della politica economica dell'Unione europea.
Nel saggio Della virtù Mélenchon ha illustrato la sua proposta di riforma costituzionale, modificando o sostituendo la Costituzione francese del 1958 che istituì la Quinta Repubblica. Per lui, l'unico modo di ottenere la virtù politica è una riforma istituzionale profonda, per rendere la Francia nuovamente un "regime parlamentare" (la Sesta Repubblica) di tipo assembleare e non più una "monarchia presidenziale" come definisce la Repubblica semi-presidenziale gollista, dove tutti i poteri sono concentrati da un solo uomo, il presidente eletto dal popolo, con il governo e il primo ministro che debbono dividere il potere, e l'Assemblea Nazionale con poteri inferiori rispetto alla Presidenza. Secondo Mélenchon solo la repubblica parlamentare pura garantirebbe in Francia una vera democrazia.

## Pubblicazioni
Filosofo e appassionato di letteratura, Jean-Luc Mélenchon ha scritto più di una decina di libri. Si tratta per la maggior parte di saggi filosofici sulla condizione umana, la sua concezione della politica e, ovviamente, il suo programma politico.

### Alcune pubblicazioni rilevanti
- En quête de gauche, Éditions Balland, 2007 ISBN 978-2-35315-023-6

Pubblicato dopo la sconfitta elettorale del Partito Socialista nel 2007, e due anni dopo la campagna per il No al referendum sulla costituzione europea (aveva deciso di sostenere il No contro il parere del suo partito, apertamente schierato per il Sì), questo libro riassume le sue delusioni e attese dalla sinistra, e mette già in chiaro le divergenze con la direzione nazionale del partito. Un anno dopo infatti, Mélenchon lascerà il Partito Socialista per fondare il Partito di Sinistra.
- Laïcité, Éditions Bruno Leprince, 2008 ISBN 978-2-916333-32-8

Questo breve saggio è una risposta al discorso pronunciato da Nicolas Sarkozy, appena intronizzato canonico del Laterano un anno dopo la sua elezione.
- Qu'ils s'en aillent tous!, Flammarion, 2010 ISBN 978-2-08-125133-5

Best seller ristampato più volte all'occasione delle elezioni presidenziali del 2012, questo libro riprende come titolo lo slogan delle rivoluzioni della primavera araba e dell'America Latina ("Che se ne vadano via tutti"). Inno alla rivoluzione civile, non violenta e decisa dal suffragio universale, questo libro è anche una riflessione che anticipa il programma elettorale del Fronte di Sinistra, coalizione del suo Partito di Sinistra e di altre formazioni della sinistra francese (tra cui i comunisti, gli eco-socialisti ed altre piccole formazioni), con il quale sarà candidato alle presidenziali del 2012.
- L'Avenir en commun (préf. Jean-Luc Mélenchon, Charlotte Girard et Jacques Généreux), Seuil, 2016 ISBN 978-2-0213-1751-0

Programma ufficiale del movimento La France Insoumise, lanciato all'occasione delle presidenziali francesi del 2017 e scritto durante un'assemblea di migliaia di persone a Lilla (ottobre 2016) che hanno contribuito alla redazione. E disponibile on-line grazie al lavoro di un gruppo di volontari, al sito www.laec.fr.
- Con Cécile Amar, De la vertu, Éditions de L'Observatoire, 2017 ISBN 1032900598

Dopo gli scandali che hanno segnato la campagna elettorale (il candidato della destra, Fillon, è stato accusato di impiegare in maniera fittizia sua moglie ed i suoi figli come assistenti parlamentari, e Marine Le Pen, candidata dell'estrema destra, di aver fatto lavorare a spese del parlamento europeo alcuni suoi collaboratori, tra cui le sue guardie del corpo), Mélenchon pubblica questo libro per sottolineare l'importanza di avere una certa virtù quando ci si dedica alla politica, ottenuta attraverso profonde riforme.

### Altre pubblicazioni
- À la conquête du chaos, Éditions Denoël, 1991 ISBN 978-2-207-23868-4
- Jusqu'à l'os, Éditions Régine Deforges, 1991 ISBN 978-2-905538-89-5
- Rocard, le rendez-vous manqué, Ramsay, 1994 ISBN 978-2-84114-053-4
- Causes républicaines, Éditions du Seuil, 2004 ISBN 978-2-02-063151-8
- L'Autre gauche, Éditions Bruno Leprince, 2009 ISBN 978-2-916333-57-1
- Comment faire?, Flammarion, 2013 ISBN 978-2-08-131462-7
- L'Ère du peuple, Fayard, 2014 ISBN 978-2-213-68575-5
- Le Hareng de Bismarck (le poison allemand), Plon, 2015 ISBN 978-2-8185-0493-2
- Con Marc Endeweld, Le Choix de l'insoumission, Seuil, 2016 ISBN 978-2-02-132654-3

## Interessi per le nuove tecnologie
Jean-Luc Mélenchon è il protagonista di un gioco on-line, Fiscal Kombat.
Appassionato di nuove tecnologie, si reca regolarmente alle fiere dei videogiochi, ma anche alle fiere di fumetti (come quella di Angoulême) e alle mostre d'arte contemporanea. Questo lo rende molto popolare tra i giovani, che tra l'altro seguono assiduamente il suo blog.
A febbraio 2017, in piena campagna elettorale, Mélenchon innova il modo di fare politica, realizzando a Parigi la prima riunione olografica della storia, in diretta da Lione. Dopo il notevole successo dell'esperimento (quasi 20.000 persone erano presenti), decide di ripeterlo in più città prima della fine della campagna elettorale. Oltre a sfruttare l'aspetto ludico e originale della proiezione tridimensionale, Mélenchon usa questa nuova tecnologia per illustrare il suo programma sulle innovazioni tecnologiche, che sostiene di voler favorire per aumentare il potenziale creativo del paese.

## Processo giudiziario
Nel settembre 2019 è iniziato un processo giudiziario contro Mélenchon, accusato di vari reati, principalmente resistenza a pubblico ufficiale, dopo una rissa avvenuta tra il politico e suoi amici che si opposero con violenza a un magistrato e poliziotti, che dovevano perquisire la sede del partito.
È stato condannato nel dicembre 2019 a tre mesi di carcere con la sospensione condizionale della pena e 8000 euro di ammenda. Ha rinunciato ad appellarsi alla sentenza.

## Riconoscimenti
È Grande Ufficiale dell'Ordine Nazionale del Merito Argentino, in segno di riconoscimento per il suo investimento nella lotta alla dittatura militare argentina.